# Rörviksudden
Rörviksudden är en udde i Finland. Den är en del av ön Emsalö och ligger i Borgå och landskapet Nyland, i den södra delen av landet, 40 km öster om huvudstaden Helsingfors.
Terrängen inåt land är mycket platt. Havet är nära Rörviksudden åt sydost.  Närmaste större samhälle är Borgå, 15,5 km norr om Rörviksudden. I omgivningarna runt Rörviksudden växer i huvudsak blandskog.